# Schietpartij in Monterey Park op 21 januari 2023
Op 21 januari 2023 vond er een massale schietpartij plaats in Monterey Park, Californië, Verenigde Staten. De schutter doodde elf mensen en verwondde negen anderen. De schietpartij vond plaats rond 22:22 uur bij Star Ballroom Dance Studio, nadat een hele dag Lunar New Year Festival werd gehouden in een nabijgelegen straat. Kort daarna reed de schutter noordwaarts naar Lai Lai Ballroom in het nabijgelegen Alhambra om zijn schietpartij voort te zetten, maar hij werd geconfronteerd door het personeel en ontwapend voordat hij per auto kon vluchten. 
De dader werd geïdentificeerd als de 72-jarige Huu Can Tran. Hij stierf aan een zelf toegebrachte schotwond tijdens een impasse met de politie in Torrance de volgende dag. Het is de dodelijkste massale schietpartij in de geschiedenis van Los Angeles County.

## Schietpartij

### Monterey Park-schietpartij
Op 21 januari 2023 om 22.22 uur werden er schoten gemeld in de Star Ballroom. De schutter vluchtte weg. De politie van Monterey Park reageerde binnen drie minuten na de eerste 9-1-1-oproep en trof "schreeuwende mensen" aan toen ze arriveerden. Tien mensen werden ter plaatse dood verklaard. Tien anderen werden naar plaatselijke ziekenhuizen gebracht. De schutter gebruikte een Cobray M-11/9, een semi-automatische pistoolvariant van de MAC-11 met een verlengd magazijn met hoge capaciteit. Het pistool en het magazijn met hoge capaciteit zijn illegaal in Californië. Volgens Robert Luna, sheriff van de county, was het wapen in 1999 in Monterey Park gekocht maar niet geregistreerd. Hij beschreef de schutter ook als een Aziatische man met een zwart leren jack, een zwart-witte muts en een bril.
Tran vuurde 42 kogels af in de danszaal. Een niet nader genoemde getuige van de schietpartij vertelde de media dat de schutter "op iedereen begon te schieten" in de danszaal en op sommige slachtoffers opnieuw schoot terwijl hij rondliep. De eigenaar en manager van de studio, Ming Wei Ma, was naar verluidt de eerste die de schutter aanviel, maar werd gedood. Eén danser, Yu Lan Kao, werd gedood toen hij anderen beschermde tegen het geweervuur. Anderen kunnen dat ook gedaan hebben.
De politie deed er ongeveer vijf uur over om het grote publiek te waarschuwen dat de schutter op vrije voeten was, hoewel er wel informatie naar politiescanners en andere overheidsinstanties werd gestuurd. Scott Wiese, de nieuwe politiechef van de stad (die twee dagen voor de schietpartij in dienst trad) zei dat hij de bewoners, die overwegend Aziatisch-Amerikaans zijn, niet wakker wilde maken alleen omdat de politie "op zoek was naar een mannelijke Aziaat in Monterey Park". Hij zei ook dat de politie niet het risico wilde lopen verkeerde informatie door te geven omdat er ongeveer 40 getuigen waren, waarvan velen geen Engels spraken.

### Alhambra-incident
Een tweede incident vond plaats 4,8 km verderop in Alhambra, ongeveer 17 minuten na de schietpartij in Monterey Park. Een schutter drong de Lai Lai Ballroom and Studio binnen op South Garfield Avenue. Brandon Tsay, een 26-jarige computerprogrammeur wiens familie eigenaar is van de Lai Lai-balzaal, confronteerde de schutter in de lobby, worstelde het pistool weg en joeg hem naar buiten. Zijn acties werden geprezen als heldhaftig.
De schutter vluchtte in een witte bestelbus. Hij werd later geïdentificeerd als de schutter uit Monterey Park. De verdachte werd geïdentificeerd aan de hand van het wapen dat in beslag werd genomen in Alhambra, waardoor de autoriteiten zijn naam en beschrijving kregen.

### Schutters zelfmoord
Rond 10:20 uur op 22 januari 2023, bijna 35 km verwijderd van de tweede schietpoging in Alhambra, hield de politie een busje aan dat voldeed aan de beschrijving van het busje dat de plaats van de schietpoging in Alhambra verliet op een parkeerplaats in Torrance. Het busje werd aangehouden bij de kruispunten van Sepulveda- en Hawthorne-boulevards. De kentekenplaten van het busje bleken gestolen te zijn. Toen agenten het busje naderden, hoorden ze een enkel schot uit het busje komen, ze trokken zich terug en vroegen tactische eenheden om te reageren. Tijdens de impasse zagen SWAT-agenten, zowel visueel vanuit hun gepantserde voertuigen als via een op een drone gemonteerde camera, de man op de bestuurdersstoel over het stuur van het busje hangen. Hij stierf door een zelf toegebrachte schotwond in het hoofd uit een Norinco 7.62×25 mm-handwapen.